# Christine Neumann
Christine Neumann-Martin (* 3. Oktober 1986 in Karlsruhe) ist eine deutsche Politikerin der Christlichen Demokratischen Union Deutschlands (CDU). Sie ist seit 2016 Mitglied im Landtag von Baden-Württemberg für den Landtagswahlkreis Ettlingen. Seit 2021 ist sie stellvertretende Fraktionsvorsitzende der CDU-Landtagsfraktion Baden-Württembergs.

## Leben
Nach der Mittleren Reife absolvierte Neumann-Martin eine Ausbildung zur Verwaltungswirtin beim Regierungspräsidium Karlsruhe. Sie studierte von 2007 bis 2011 Sozialpädagogik und Soziale Arbeit an der Evangelischen Hochschule in Ludwigsburg. Außerdem arbeitete sie 15 Monate als Stadtteilsozialarbeiterin beim Jugendamt der Stadt Speyer und sechs Monate als Bezirkssozialarbeiterin des Sozialen Dienstes bei der Stadt Karlsruhe. Zwischen 2013 und 2016 war sie Hilfeplanerin und Fallmanagerin bei der Abteilung Eingliederungshilfe der Stadt Karlsruhe. Während ihrer Zeit in Karlsruhe absolvierte sie den Master-Studiengang Erwachsenenbildung an der Technischen Universität Kaiserslautern, welchen sie mit einem Master in Erwachsenenbildung abschloss
Neumann-Martin ist verheiratet und evangelischer Konfession.

## Politik
Sie ist seit 2006 Mitglied der Jungen Union und der CDU. Von 2009 bis 2018 war sie stellvertretende Kreisvorsitzende der Jungen Union Karlsruhe-Land und seit 2013 stellvertretende Bezirksvorsitzende der Jungen Union Nordbaden. Des Weiteren ist sie seit 2009 Wiedergründungsmitglied und Vorstand der Frauen Union Ettlingen sowie Beisitzerin im CDU-Ortsverband Bruchhausen. 2014 wurde sie stellvertretende Vorsitzende des CDU-Stadtverbands Ettlingen. Bei der Landtagswahl 2016 wurde sie über ein Zweitmandat im Wahlkreis Ettlingen in den Landtag von Baden-Württemberg gewählt. Sie war Mitglied im Ausschuss für Wissenschaft, Forschung und Kunst sowie stellvertretende Vorsitzende des Ausschusses für Soziales und Integration. Außerdem war sie Mitglied im Untersuchungsausschuss Rechtsterrorismus/NSU BW II. Bei der Landtagswahl 2021 konnte sie erneut über ein Zweitmandat in den Landtag einziehen. In dieser Legislaturperiode ist Neumann-Martin stellvertretende Vorsitzende der CDU-Landtagsfraktion Baden-Württembergs. Außerdem ist sie Vorsitzende des Arbeitskreises Landesentwicklung und Wohnen und Mitglied im gleichnamigen Ausschuss. Neumann-Martin ist reguläres Mitglied im Petitionsausschuss. Bei der Landtagswahl 2026 tritt sie nicht erneut an.

## Vorstands- und Beratungstätigkeit
- Förderverein Franz-Kast-Haus e. V. Ettlingen (Vorsitzende)[7]

- Kuratorium der Jugendstiftung Baden-Württemberg[8]

- Wissenschaftlicher Beirat des Hauses der Geschichte Baden-Württemberg[9]
- Deutsche Lebens-Rettungs-Gesellschaft Landesverband Baden e.V. (Vizepräsidentin)[10]